# Maria Frederica de Hesse-Cassel
Maria Frederica de Hesse-Cassel (6 de setembro de 1804 - 1 de janeiro de 1888) foi uma filha do príncipe-eleitor Guilherme II de Hesse e da princesa Augusta da Prússia. Através do seu casamento com o duque Bernardo II de Saxe-Meiningen tornou-se duquesa consorte de Saxe-Meiningen.

## Família
Maria Frederica era filha do eleitor Guilherme II de Hesse e da sua primeira esposa, a princesa Augusta da Prússia. Apesar de ter cinco irmãos, apenas um, o eleitor Frederico Guilherme de Hesse, viveu além dos cinco anos de idade. Além destes, Maria tinha oito meios-irmãos do segundo casamento do pai com a condessa Emilie Ortlöpp de Reichenbach-Lessonitz.
Os seus avós paternos eram o príncipe-eleitor Guilherme I de Hesse e a princesa Guilhermina Carolina da Dinamarca. Os seus avós maternos eram o rei Frederico Guilherme II da Prússia e a princesa Frederica Luísa de Hesse-Darmstadt.

## Casamento e descendência
Quando era jovem, Maria chegou a ser considerada para ser esposa do rei Óscar I da Suécia, mas este acabou por se casar com a princesa Josefina de Leuchtenberg.
No dia 23 de março de 1825, Maria casou-se com o duque Bernardo II de Saxe-Meiningen, filho do duque Jorge I de Saxe-Meiningen e da princesa Luísa Leonor de Hohenlohe-Langenburg, bem como irmão da rainha Adelaide do Reino Unido. Tiveram dois filhos:
1. Jorge II de Saxe-Meiningen (2 de abril de 1826 - 25 de junho de 1914), casado primeiro com a princesa Carlota Frederica da Prússia, com descendência; casou-se depois com a princesa Feodora de Hohenlohe-Langenburg, com descendência; casou-se por último com Ellen Franz, sem descendência.
2. Augusta de Saxe-Meiningen (6 de agosto de 1843 - 11 de novembro de 1919), casada com o príncipe Maurício de Saxe-Altemburgo; com descendência.

O seu filho Jorge seria filho único até aos dezassete anos, quando nasceu a sua irmã Augusta em 1843. Maria Frederica morreu no dia 1 de janeiro de 1888, seis anos depois do marido.

## Genealogia
| Maria Frederica de Hesse-Cassel | Pai: Guilherme II, Eleitor de Hesse | Avô paterno: Guilherme I, Eleitor de Hesse      | Bisavô paterno: Frederico II, Conde de Hesse-Cassel      |
| Maria Frederica de Hesse-Cassel | Pai: Guilherme II, Eleitor de Hesse | Avô paterno: Guilherme I, Eleitor de Hesse      | Bisavó paterna: Maria da Grã-Bretanha                    |
| Maria Frederica de Hesse-Cassel | Pai: Guilherme II, Eleitor de Hesse | Avó paterna: Guilhermina Carolina da Dinamarca  | Bisavô paterno: Frederico V da Dinamarca                 |
| Maria Frederica de Hesse-Cassel | Pai: Guilherme II, Eleitor de Hesse | Avó paterna: Guilhermina Carolina da Dinamarca  | Bisavó paterna: Luísa da Grã-Bretanha                    |
| Maria Frederica de Hesse-Cassel | Mãe: Augusta da Prússia             | Avô materno: Frederico Guilherme II da Prússia  | Bisavô materno: Augusto Guilherme da Prússia (1722–1758) |
| Maria Frederica de Hesse-Cassel | Mãe: Augusta da Prússia             | Avô materno: Frederico Guilherme II da Prússia  | Bisavó materna: Luísa de Brunsvique-Volfembutel          |
| Maria Frederica de Hesse-Cassel | Mãe: Augusta da Prússia             | Avó materna: Frederica Luísa de Hesse-Darmstadt | Bisavô materno: Luís IX, Conde de Hesse-Darmstadt        |
| Maria Frederica de Hesse-Cassel | Mãe: Augusta da Prússia             | Avó materna: Frederica Luísa de Hesse-Darmstadt | Bisavó materna: Carolina do Palatinado-Zweibrücken       |